# Ignaz Günther

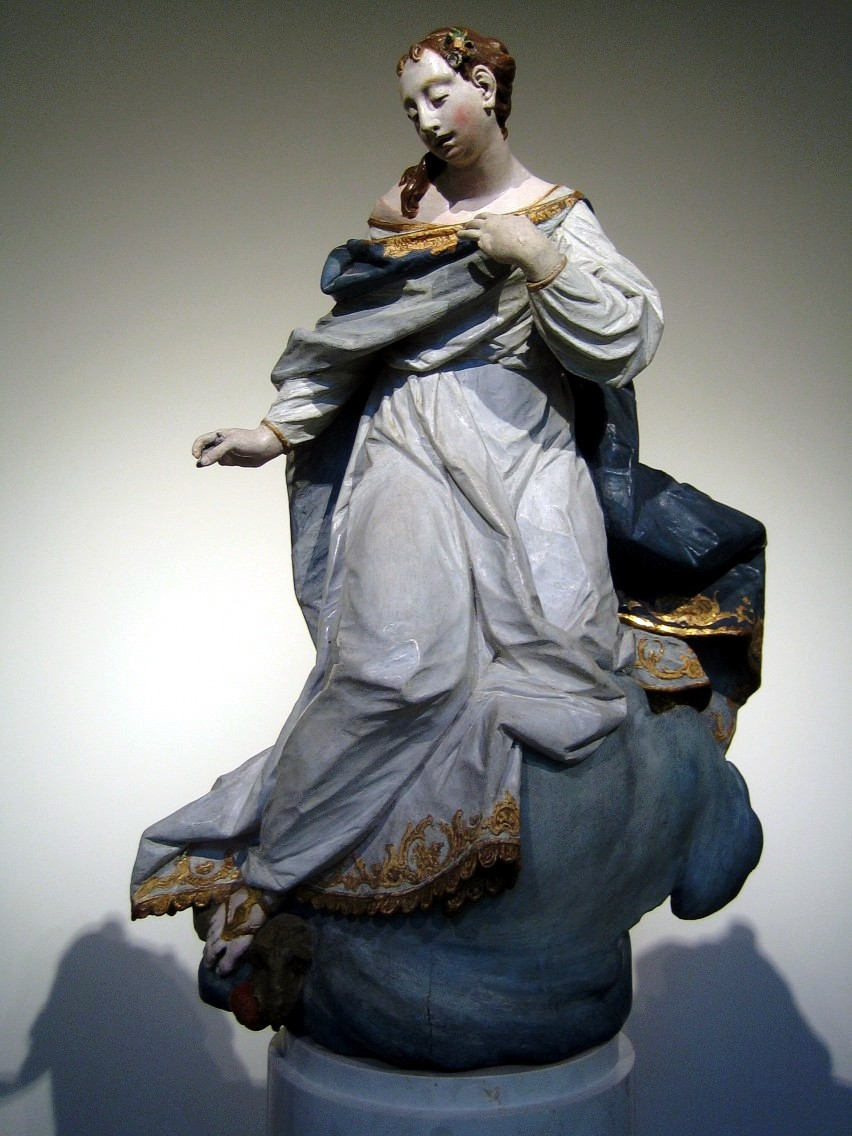
Maria Immaculata, ok. 1750-60

Ignaz Günther (ur. 22 listopada 1725 w Altmannstein, zm. 27 czerwca 1775 w Monachium) – niemiecki rzeźbiarz, tworzący głównie w Bawarii.

## Życiorys
Syn Johanna Georga, stolarza i rzeźbiarza. W 1757 w Monachium poślubił Marię Magdalenę Hollmayr.
Reprezentant rzeźby rokokowej, twórca subtelnych przedstawień Madonn i aniołów. Tworzył rzeźby w drewnie polichromowanym.